# Nanga (tranh Nhật Bản)

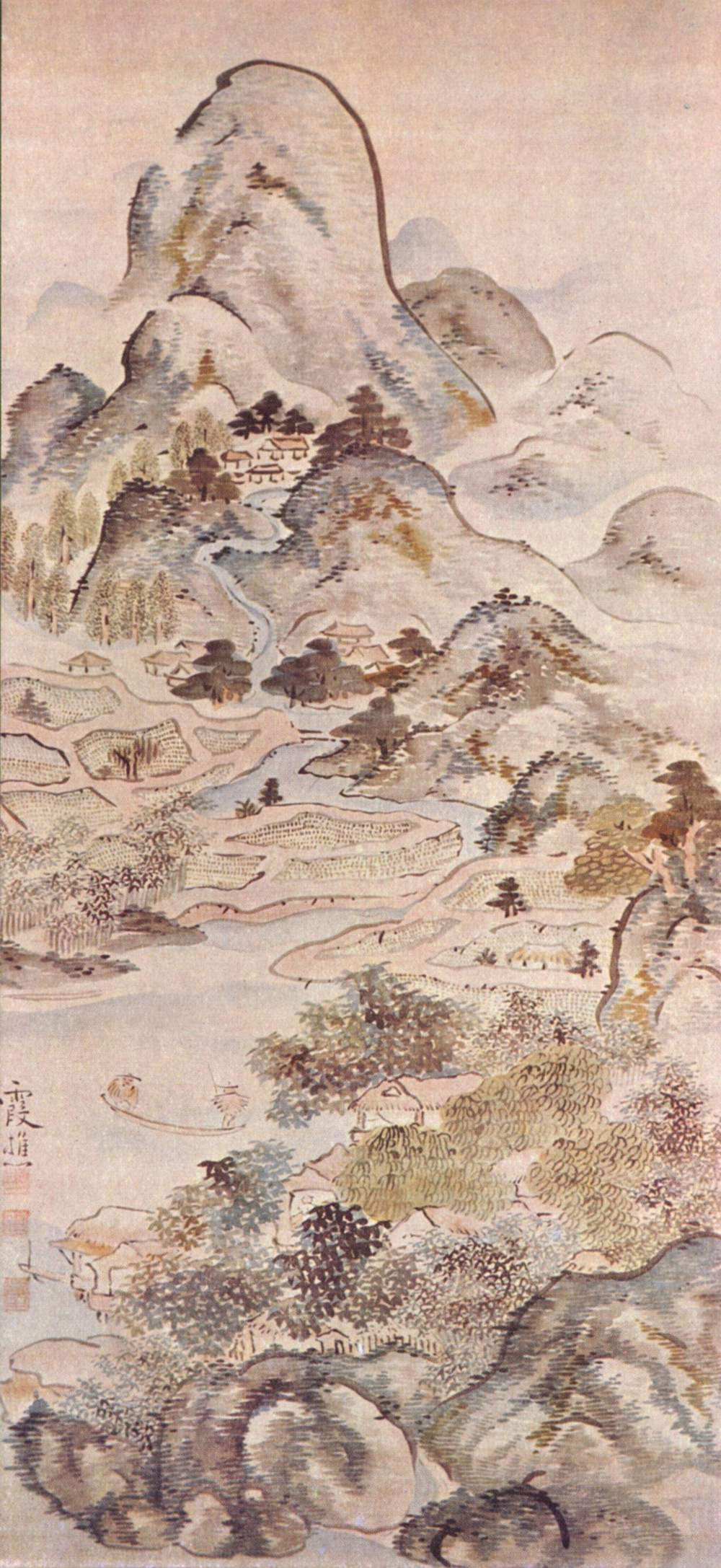
Câu cá mùa xuân của Ike no Taiga

Nanga (南画 ("Nam Họa")), hay còn được biết đến là Bunjin-ga (文人画 "văn nhân họa"),  là một trường phái hội họa Nhật Bản, phát triển mạnh mẽ vào cuối thời kỳ Edo trong giới các nghệ sĩ tự coi mình là người văn minh, hay trí thức. Mặc dù theo định nghĩa thì mỗi nghệ sĩ này gần như là độc lập với nhau, nhưng họ đều có chung sự ngưỡng mộ đối với văn hóa truyền thống Trung Quốc. Các bức tranh của họ chủ yếu sử dụng mực đen đơn sắc, đôi khi có màu nhạt, và gần như luôn miêu tả về phong cảnh Trung Quốc hoặc các chủ đề liên quan. Cách thể hiện của chúng giống với văn nhân họa (文人画) của Trung Quốc.

## Từ nguyên
Tên nanga là viết tắt của nanshūga, dùng để chỉ trường phái hội họa Nam tông họa của Trung Quốc (nanzhonghua), hay thường được gọi là "văn nhân họa" (wenrenhua).

## Lịch sử
Văn nhân họa Trung Quốc tập trung vào việc thể hiện nhịp điệu của thiên nhiên hơn là tả thực. Song với đó, người nghệ sĩ được khuyến khích để thể hiện sự buông thả với bức tranh của mình, giống như một trí thức còn đang mải mê với công việc riêng. Cuối cùng, phong cách hội họa này là sự phát triển vượt bậc của giới trí thức, thuộc một phần của các môn nghệ thuật truyền thống cốt lõi - hội họa, thư pháp và thi ca.
Do chính sách tỏa quốc sakoku thời Edo, Nhật Bản gần như cắt đứt liên lạc với thế giới bên ngoài; quan hệ với Trung Quốc vẫn được tiếp tục nhưng bị hạn chế rất nhiều. Số ít mặt hàng được chạm tới Nhật Bản hoặc được nhập khẩu qua Nagasaki, hoặc do người Trung Quốc sống ở đó sản xuất. Các nghệ sĩ bunjin (văn nhân) qua đó có được cái nhìn khá đầy đủ về ý tưởng và nghệ thuật văn học của giới văn nhân Trung Quốc để lại, họ dần trở nên khao khát lý tưởng và lối sống này. Do đó mà sự phát triển của loại hình Bunjin-ga có nguồn gốc từ Trung Quốc, theo đó bao gồm cả kỹ thuật in tranh mộc bản Trung Quốc và nhiều loại tranh với các chất lượng khác nhau.
Bunjin-ga nổi lên như một loại hình nghệ thuật mới và độc đáo cũng vì lý do này, cũng như do sự khác biệt lớn về văn hóa và môi trường giữa giới văn nhân Nhật Bản với các người đồng nghiệp của họ tại Trung Quốc. Hình thức này bị bác bỏ nghiêm trọng tại các trường phái nghệ thuật lớn khác, chẳng hạn như trường phái Kanō và trường phái Tosa. Ngoài ra, bản thân những văn nhân này cũng không phải là thành viên bộ máy quan liêu trí thức, học thuật giống như những người đồng cấp Trung Quốc của họ. Trong khi tại Trung Quốc, phần lớn các nhà trí thức đêu khao khát trở thành họa sĩ, thì giới văn nhân Nhật Bản lại từ những họa sĩ được đào tạo chuyên nghiệp mong muốn trở thành học giả và trí thức.
Các bức nanga hoặc bunjin-ga hầu như luôn tập trung miêu tả các chủ đề truyền thống của Trung Quốc như phong cảnh, chim muông và hoa lá. Thơ hoặc các kiểu chữ khắc cũng là một yếu tố quan trọng của thể loại tranh này, và trên thực tế, chúng thường do bạn bè thêm vào chứ không phải nằm trong thiết kế của họa sĩ.
Không giống như các trường phái nghệ thuật khác, nơi mà những người sáng lập sẽ truyền lại một phong cách cụ thể nào đó cho học trò hoặc tín đồ của họ, còn nanga dành nhiều sự quan tâm hơn đến thái độ tích cực và tình yêu của họa sĩ đối với văn hóa Trung Quốc. Vì vậy mà mỗi người nghệ sĩ bunjin đều muốn thể hiện được cái độc đáo, sáng tạo của riêng mình, nhiều người thậm chí còn tách biệt hẳn so với các yếu tố phong cách thường được sử dụng bởi những người đi trước hoặc đương thời. Khi Nhật Bản bắt đầu tiếp xúc với văn hóa phương Tây vào cuối thời kỳ Edo, nhiều bunjin cũng thực hiện kết hợp các yếu tố phong cách của nghệ thuật phương Tây vào của riêng mình, tuy nhiên họ vẫn giữ khoảng cách với chủ đề phương Tây và tiếp tục gắn bó chặt chẽ với các chủ đề truyền thống của Trung Quốc.
Kuwayama Gyokushū (1746–1799) là nhà lý thuyết nhạy bén nhất về hội họa văn nhân Nhật Bản. Trong ba cuốn sách của ông gồm: Gyokushū gashu (Tác phẩm sưu tầm của Gyokushū, 1790), Gaen higen (Một bình luận khiêm tốn về hội họa, 1795) và Kaiji higen (Những lời bình khiêm tốn về các vấn đề của hội họa, 1799) - lần lượt được tất cả giới họa sĩ văn nhân Nhật Bản đón nhận và áp dụng, dựa theo lý thuyết và lý tưởng của Dong Qichang (Tō Kishō, 1555–1636). Theo học giả Meccarelli, Kuwayama có thể được coi là 'Dong Qichang của Nhật Bản', nhưng ông có thực hiện pha trộn giữa hai loại phong cảnh là đa sắc của giới họa sĩ chuyên nghiệp và đơn sắc của giới văn nhân, từ đó tạo nên một một tiêu chuẩn phân loại mới mẻ và linh hoạt.
Ernest Fenollosa và Okakura Kakuzō là hai trong số những người đầu tiên mang nghệ thuật Nhật Bản đặt chân đến phương Tây, được biết rằng họ đều là những người coi thường và chỉ trích nanga. Do đó phải mãi đến những thập kỷ gần đây, tức khoảng 100 năm sau, phong cách này mới thực sự thu hút được chú ý của giới học giả phương Tây.

## Loại hình liên quan

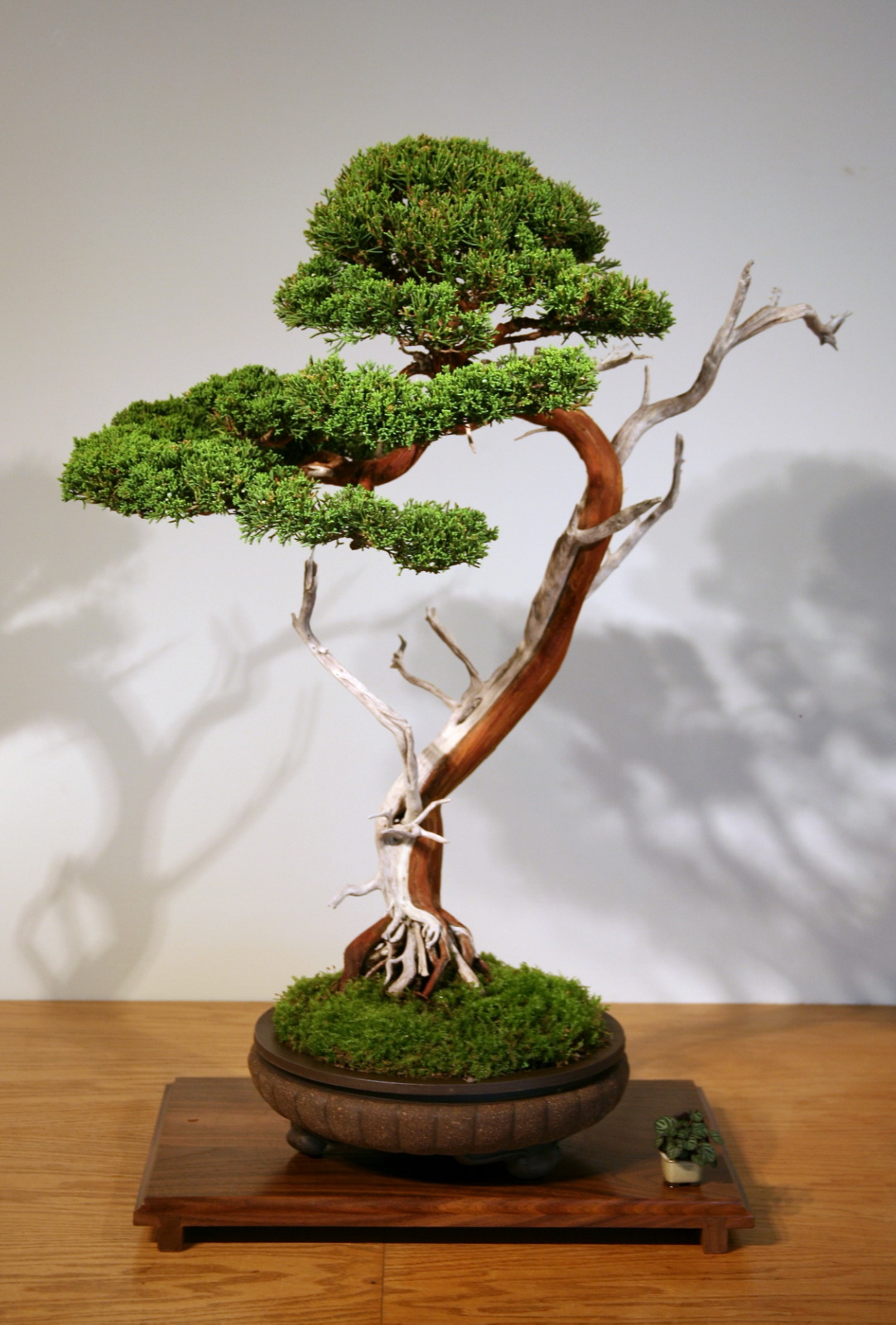
Cây Shimpaku được tạo hình theo phong cách bunjin

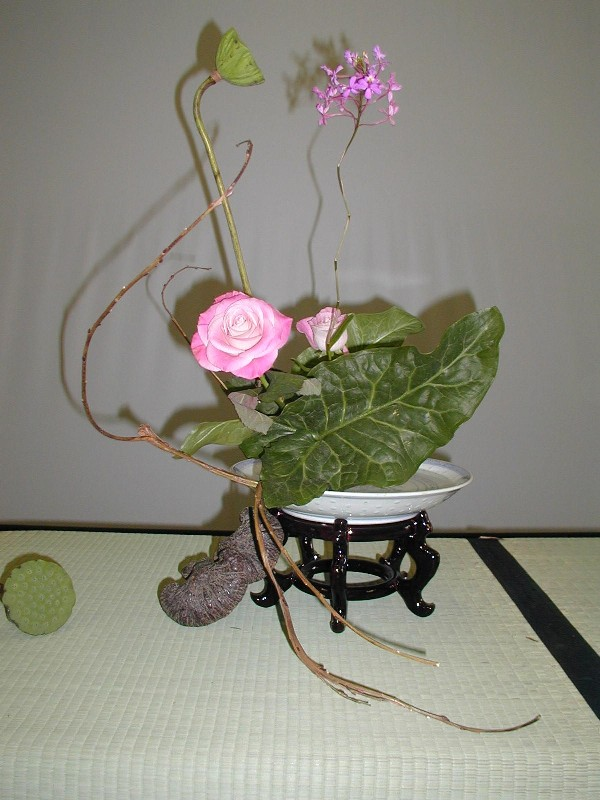
Phong cách cắm hoa Bunjinbana

Trong nghệ thuật bonsai có một phong cách gọi là bunjin, bunjingi hoặc "văn nhân" với mục đích tái hiện lại hình dáng cây cảnh giống như miêu tả trong nanga. Phong cách thường thiên về một thân cây dài mảnh mai, thon dài thanh lịch, ít cành và gồm những tán lá nhỏ.
Cùng với đó, nghệ thuật cắm hoa ikebana đã phát triển phong cách bunjinbana (文人花), như một cách để tôn vinh tranh phong cảnh và văn nhân Trung Quốc.

## Các mghệ sĩ nổi bật
- Hanabusa Itchō (1652–1724)
- Yosa Buson (1716–1783)
- Ike no Taiga (1723–1776)
- Kameda Bōsai (1752–1826)
- Tani Bunchō (1763–1841)
- Nakabayashi Chikutō (1776–1853)
- Yamamoto Baiitsu (1783–1856)
- Watanabe Kazan (1793–1841)
- Tomioka Tessai (1837–1924) - được nhiều người công nhận là nghệ nhân nanga cuối cùng